# Кисело дрво
Кисело дрво, пајасен или брезорест (лат. Ailanthus altissima) је врста дрвенасте биљке , у народу познато још и као дрво неба је врста дрвенасте биљке из породице пајасена (Simaroubaceae), пореклом из умерених области источне Азије (Кина и кинеска покрајина Тајван). Води порекло из провинције Ћили. Ову врсту је у Европу донео француски језуита Пјер Никола ле Шерон д`Инкарвил (Pierre Nicholas le Cheron d'Incarville) 1751. године на повратку из Нанкинга. У Европу је донето из ботаничке баште у Челсију, где су први примерци одгајани. Првобитно је дрво сађено као украсно, а затим и за подизање квалитета земљишта и подизање плантажних шума.

## Опис
Листопадно  дрво средње висине и правилне, ретке крошње. Гранчице су мало длакаве, дебеле и крте, жућкасто мрке боје, без терминалног пупољка. Кора старијих грана је светлосива. Листови су непарно перасти, овално ланцетасти или јајасто ланцетасти. Има јарко црвене листове у јесен, као и метличасте цвасти, сачињене од ситних жућкастих цветова. Чашичних листића има 5, ситни су и у доњем делу међусобно срасли. Круничних листића је 5-6, ситни су, зеленкасто жуте боје и у доњој половини су коврџаво длакави. Прашника је 10, дуги су око 4 mm и длакави у доњој половини. Тучак се састоји из 5 оплодних листића који су срасли стубићима. Плод је пљосната, издужена орашица. Биљка је дводома. Мушки цветови су упадљивији од женских, а и карактерише их непријатан мирис. Цвета у мају, а плодови сазревају од јуна до августа. Једно добро развијено стабло годишње произведе више од 300.000 семена, које изразито лако клија. Опрашивање се врши ветром или инсектима. Шири се и изданцима из корена, који се јављају и на 20 метара удаљености од матичног стабла.

## Инвазивна врста
Кисело дрво веома брзо расте и лако се шири, што угрожава опстанак аутохтоних врста, које потискује из природног станишта. Такође, токсини из листова и излучевине из корена, тачније аилантин, отежава раст већем броју биљних врста. Ова биљка може и онемогућавати гнежђење птица, због јако ретког распореда грана.
Услови под којима ова врста расте у свом природном станишту су суровији, па се зато ова врста у Србији јавља лако у сваком иоле добром станишту. Спада у једну од најтолерантнијих биљака на загађење ваздуха. У својим листовима апсорбује и сумпор-диоксид. Поседује способност да издржи и цементне прашине и испарења катрана, каменог угља, веома ниске нивое фосфора и висок ниво салинитета. Расте на различитим типовима тла, а не трпи само дубоку сенку и превише воде. Ова врста је данас широко распрострањена у урбаним срединама и сматра се врло агресивном и инвазивном врстом.

## Галерија
- Кора
- Листови
- Цваст
- Цветови
- Крилате орашице
- Ailanthus altissima 'Еrythrocarpa'
- Клијавац
- Интензивно ширење Киселог дрвета